# Bylandtstraße 28 (Mönchengladbach)

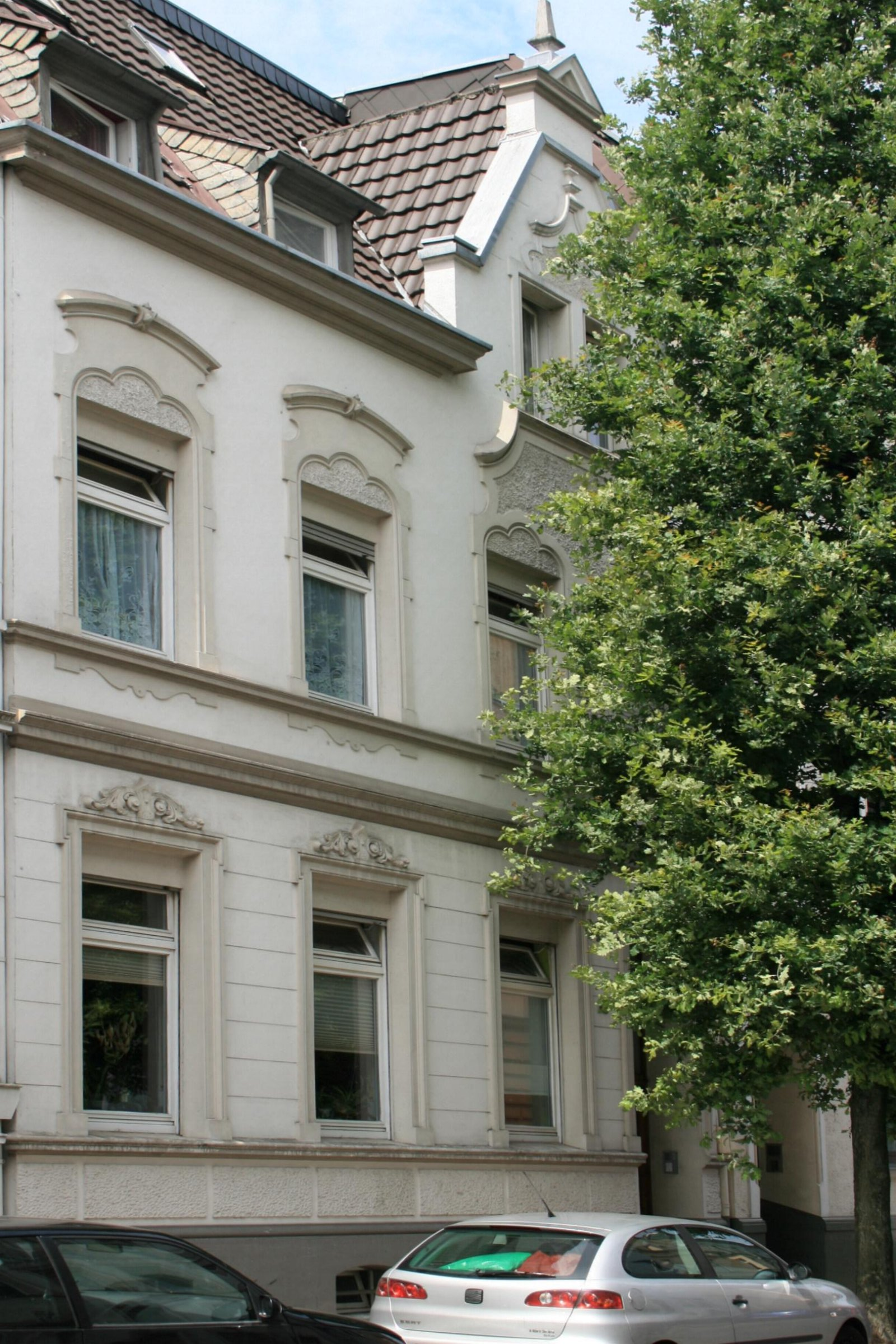
Wohnhaus (2010)

Das Wohnhaus Bylandtstraße 28 steht im Stadtteil Rheydt in Mönchengladbach (Nordrhein-Westfalen).
Das Haus wurde 1903 erbaut. Es ist unter Nr. B 158 am 10. September 1996 in die Denkmalliste der Stadt Mönchengladbach eingetragen worden.

## Lage
Die Bylandstraße, im östlichen Stadterweiterungsgebiet gelegen, verbindet die Hauptstraße mit der Bendhecker Straße.

## Architektur
Das Haus Nr. 28 liegt auf der westlichen Straßenseite innerhalb einer geschlossenen Gruppe und ist ein zweigeschossiger Putzbau von vier Achsen, der formalgestalterisch mit dem Nachbarhaus Nr. 30 korrespondiert. Asymmetrische Fassadenausführung unter Betonung der rechten Fassadenhälfte mittels akzentuierter Fensterfassung und einem Dreiecksgiebel. Horizontale Gliederung durch abgesetzten Kellersockel, Sohlbank-, Stockwerk- und kastenförmiges Traufgesims.
Traditionelle Gliederung des Erdgeschosses durch Bossenimitation und Fugenschnitt. Die Erschließung des Hauses erfolgt durch die rechts liegende, tief eingeschnittene Eingangsnische. Die in regelmäßigen Abständen angeordneten Fenster sind gleichförmig hochrechteckig ausgebildet, variieren aber durch geschossweise modifizierende Rahmungen. Alle Wandöffnungen des Erdgeschosses sind mit profilierten Fassungen und vegetabilisch ausgebildeten Bekrönungen gerahmt.
Die Fenster des Obergeschosses schließen kleeblattförmig ab und werden von einem profilierten Gebälk überdacht (links). Die beiden rechten Fenster sind verbunden durch eine Rahmung und Bekrönung, die eine hier durch Rauputz strukturierte Wandfläche einfassen. Durch ein Sohlbankgesims gekoppelt sind die beiden kleiner dimensionierten Rechteckfenster des Giebelfeldes mit flach aufgetragener Bekrönungsornamentik und einer giebelförmigen Gebälkverdachung. Die Fläche des modifizierten Satteldaches durchbrechen zwei Schleppgauben. Darüber zwei moderne Dachflächenfenster.